# Powiat de Myszków
Le powiat de Myszków (en polonais : powiat myszkowski) est un powiat appartenant à la voïvodie de Silésie dans le sud de la Pologne.

## Division administrative
Le powiat comprend 5 communes :
- 1 commune urbaine : Myszków ;
- 2 communes rurales : Niegowa et Poraj ;
- 2 communes mixtes : Koziegłowy et Żarki.